# Mudershausen
Mudershausen ist eine Ortsgemeinde im Rhein-Lahn-Kreis in Rheinland-Pfalz. Sie gehört der Verbandsgemeinde Aar-Einrich an.

## Geographie

### Geographische Lage
Mudershausen liegt im Taunus, elf Kilometer südwestlich von Limburg an der Lahn unweit der Aar, die durch den Nachbarort Zollhaus fließt. Ein Teil von Zollhaus gehört zu Mudershausen.

### Geologie
Vor 360 Millionen Jahren im Erdzeitalter des Devon lag das Gebiet des heutigen Mudershausen im Bereich eines flachen tropischen Meeres, in dem sich Korallenriffe und in der Folge Riffkalke bildeten. Ein solches ehemaliges Korallenriff ist prägend für die Landschaft um Mudershausen. Seit vor 325 bis 305 Millionen Jahre die Gebirgsbildung begann, liegt das Gebiet trocken. Durch tektonische Prozesse brachen die Gesteinsschichten in Schollen und wurden teilweise zu mehrere hundert Meter mächtigen Gesteinsschichten vertikal aufgeworfen.
In den Kalkschichten sind Karsterscheinungen zu finden, eine Besonderheit im Rhein-Lahn-Kreis ist die phreatische Verkarstung genannte Auslaugung der Kalkfelsen durch stehendes Grundwasser. Höhlenbildung ist ein prägnanter Prozess, insgesamt sind über 70 Höhlen im Rhein-Lahn-Kreis bekannt, einige davon rund um Mudershausen.

### Nebelhöhle
Bei Mudershausen befindet sich die 1999 entdeckte Nebelhöhle. Sie ist mit 650 m Länge und 80 m vertikaler Tiefe sowohl die längste als auch tiefste Höhle in Rheinland-Pfalz. Sie ist der Öffentlichkeit nicht zugänglich.

### Gemeindegliederung
Zum Zentralort Mudershausen gehören die Ortschaft Bonscheuer und ein Teil des 250 Einwohner zählenden Ortes Zollhaus, der – verwaltungstechnisch eine Seltenheit – insgesamt zu vier Ortsgemeinden gehört. Neben Mudershausen gehören Teile des Ortes zu den Ortsgemeinden Burgschwalbach, Hahnstätten und Schiesheim. Weiterhin gehören noch die Wohnplätze Hohlenfels und Ziegelhütte zu Mudershausen.

## Geschichte
Der Ort Mudershausen wurde 1416 als Mudershußen erstmals erwähnt. Man geht aufgrund von Hügelgräberfunden davon aus, dass das Gebiet des heutigen Ortsteils Bonscheuer früher besiedelt war.
Der Namensbestandteil „Muders-“ geht auf einen fränkischen Edelmann namens „Mothar“ zurück, „-hausen“ deutet auf eine vormittelalterliche Waldsiedlung hin.
Im 15. Jahrhundert mussten die Einwohner des Ortes die Wachmannschaften für die Burg Katzenelnbogen stellen.
Bereits im 13. Jahrhundert begann der Abbau von Rot- und Brauneisenstein, später von Ocker, Magnetit und Phosphorit. 1960 wurde der Bergbau eingestellt. Der 3156 Meter lange Barbara-Stollen und weitere Relikte der Grube Zollhaus erinnern heute an dieses Kapitel der Geschichte. Zudem wurden Marmor und Kalkstein gebrochen. Zur Weiterverarbeitung diente unter anderem eine Ziegelei. Nahe Zollhaus ist heute noch ein Kalkwerk in Betrieb.
Um 1700 wurde im Obergeschoss des Backhauses eine erste Schule eingerichtet. Im März 1773 wurde der Ort durch Feuer zerstört, das in einer Scheune ausgebrochen war. Nach dem Dorfbrand und 1831 wurden jeweils neue Schulgebäude errichtet.
Mudershausen gehörte von 1806 bis 1866 zum Herzogtum Nassau. 1868 kam Mudershausen zur preußischen Provinz Hessen-Nassau und war nach dem Zweiten Weltkrieg Teil der französischen Besatzungszone.
Die Einwohnerschaft entwickelte sich im 19. und 20. Jahrhundert wie folgt: 1843: 320 Einwohner, 1927: 317 Einwohner, 1964: 345 Einwohner.

## Politik

### Gemeinderat
Der Gemeinderat in Mudershausen besteht aus acht Ratsmitgliedern, die bei der Kommunalwahl am 9. Juni 2024 in einer Mehrheitswahl gewählt wurden, und dem ehrenamtlichen Ortsbürgermeister als Vorsitzendem.

### Bürgermeister
Ortsbürgermeister von Mudershausen ist Klaus Harbach. Bei der Direktwahl am 26. Mai 2019 wurde er mit einem Stimmenanteil von 86,49 % und am 9. Juni 2024 als einziger Bewerber mit 81,8 % jeweils für fünf Jahre wiedergewählt.

### Wappen
| Wappen von Mudershausen | Blasonierung: „In Rot schräggekreuzt goldene Lanze und goldenes Schwert.“ |
| Wappen von Mudershausen | Wappenbegründung: Der 1479 an Hessen gelangte katzenelnbogische Ort hat seit 1536 zu Nassau gehört. In nassauischer Zeit ist das Mudershäuser Gerichtssiegel entstanden, das 1634 belegt, aber bereits 1636 nicht mehr verfügbar ist. Es zeigt im Siegelfeld über einer Mauer wachsend den Kirchenpatron St. Ferrutius mit Lanze und Schwert. Ihm folgte ein Siegel mit ähnlichem Bild, das Mudershausen zusammen mit seinem Kirchort Dörsdorf und den beiden Mitfilialen Berghausen und Eisighofen geführt hat. In dem äußerst grob geschnittenen Siegel mit der Umschrift S(ANCTVS) VARRVCIVS G(ERICHT)S(IGEL) Z(V) MVDERSHAVSSEN, das 1781 geschaffen wurde, wurde dann das Bild des ersten Siegels wiederholt. Der Wappenvorschlag beschränkt sich auf die heraldischen Elemente des Siegels, die Attribute des Kirchenpatrons, mit denen dieser symbolisiert wird. |

## Bauwerke

### Burg Hohlenfels
Die auf einem bis zu 60 Meter über dem Hohlenfelsbachtal aufragenden Kalksteinfelsen gelegene, Mitte des 14. Jahrhunderts im Auftrag der Grafen von Nassau-Weilburg-Saarbrücken errichtete Burg befand sich zunächst im Lehnsbesitz der Adelsfamilie von Langenau und war aufgrund zahlreicher Erbteilungen im 15. Jahrhundert eine Ganerbenburg. Bis gegen 1600 konnten die Herren von Mudersbach das Burglehen dann in ihren alleinigen Besitz bringen, denen die Herren von Kronberg und Waldecker von Kempt nachfolgten. Anfang des 18. Jahrhunderts um einen Neubau erweitert, befindet sich die denkmalgeschützte Burg nach wechselvoller Besitzgeschichte heute in Privatbesitz, ist aber seit 2005 an einigen Tagen im Jahr für die Öffentlichkeit zugänglich.
Am Fuße des Burgfelsens existierte im Spätmittelalter ein Dorf mit dem Namen Hohlenfels, das sich aus einem Gutshof entwickelt hatte, jedoch während des Dreißigjährigen Krieges aufgegeben wurde. Der noch bestehende Gutshof wurde von 1973 bis 2012 als Jugendbegegnungsstätte Domäne Hohlenfels genutzt, heute ist er in Privatbesitz.

### Rathaus
Das Rathaus in Mudershausen wurde 1913 entworfen und von 1914 bis 1915 gebaut. Das Gebäude vereinigte Rathaus und Betsaal, was in Hessen und im Westerwald seit dem 18. Jahrhundert Tradition war. Des Weiteren wurden Vereinsräume, das Feuerwehrhaus und eine Gefängniszelle eingerichtet. Das Gebäude wird von einem Glockenturm überragt. Seit 1983 steht das Rathaus unter Denkmalschutz.
Siehe auch: Liste der Kulturdenkmäler in Mudershausen

## Verkehr
Mudershausen ist durch eine Kreisstraße mit den benachbarten Orten Zollhaus und Berghausen verbunden. Zwischen 1901 und 1953 hatte der Ort zwei Bahnhöfe (Mudershausen und Hohlenfels) an der Strecke der Nassauischen Kleinbahn von Zollhaus nach Nastätten.